# Clanis pratti
Espèce
L'espèce Clanis pratti regroupe des insectes lépidoptères de la famille des Sphingidae, sous-famille des Sphinginae, de la tribu des Sphingini et du genre Clanis.

## Répartition et habitat
Répartition
L'espèce est connue au Sulawesi et dans les îles environnantes.
Habitat
Forêt humide.

## Systématique
- L'espèce a été décrite par les entomologistes britanniques James John Joicey & George Talbot en 1921[1].
- La localité type est la région de N. Manusela, Central Ceram.

## Taxonomie
- Clanis pratti pratti Eitschberger, 2004 [2]
- Clanis pratti okurai Cadiou & Holloway 1989[3]